# Шидлово (Мазовецьке воєводство)
Шидлово (пол. Szydłowo) — село в Польщі, у гміні Шидлово Млавського повіту Мазовецького воєводства.
Населення — 731 особа (2011).
У 1975-1998 роках село належало до Цехановського воєводства.

## Демографія
Демографічна структура станом на 31 березня 2011 року:
|          | Загалом | Допрацездатний вік | Працездатний вік | Постпрацездатний вік |
| -------- | ------- | ------------------ | ---------------- | -------------------- |
| Чоловіки | 365     | 88                 | 241              | 36                   |
| Жінки    | 366     | 87                 | 214              | 65                   |
| Разом    | 731     | 175                | 455              | 101                  |